# Pangonius variegatus
Pangonius variegatus är en tvåvingeart som först beskrevs av Fabricius 1805.  Pangonius variegatus ingår i släktet Pangonius och familjen bromsar. Inga underarter finns listade i Catalogue of Life.